# Йатридис, Милтиадис
Милтиа́дис Йатри́дис (греч. Μιλτιάδης Ιατρίδης; 1906, Софикон, Коринфия — 18 февраля 1960, Айи-Теодори, Коринфия) — офицер военно-морских сил Греции, участник Второй мировой войны. Самый известный офицер-подводник греко-итальянской войны 1940—1941 годов.

## Биография
Милтиадис Йатридис, или Милтон Йатридис, (Μίλτων Ιατρίδης) родился в 1906 году в селе Софикон в Коринфии, откуда происходила его мать, София.
Отец, Василиос Йатридис, родом из города Пиргос в Элиде, был инспектором среднего образования.
По окончании школы Йатридис поступил в 1921 году в военно-морское училище, которое окончил 26 января 1926 года в звании старшего лейтенанта.
Служил в основном на подводных лодках.
13 годами позже, 10 февраля 1939 года, был повышен в звание коммандера и принял командование, старой на тот момент, подводной лодки «Папаниколис».
Командиром «Папаниколиса» его застала 28 октября 1940 года греко-итальянская война.

## «Папаниколис»

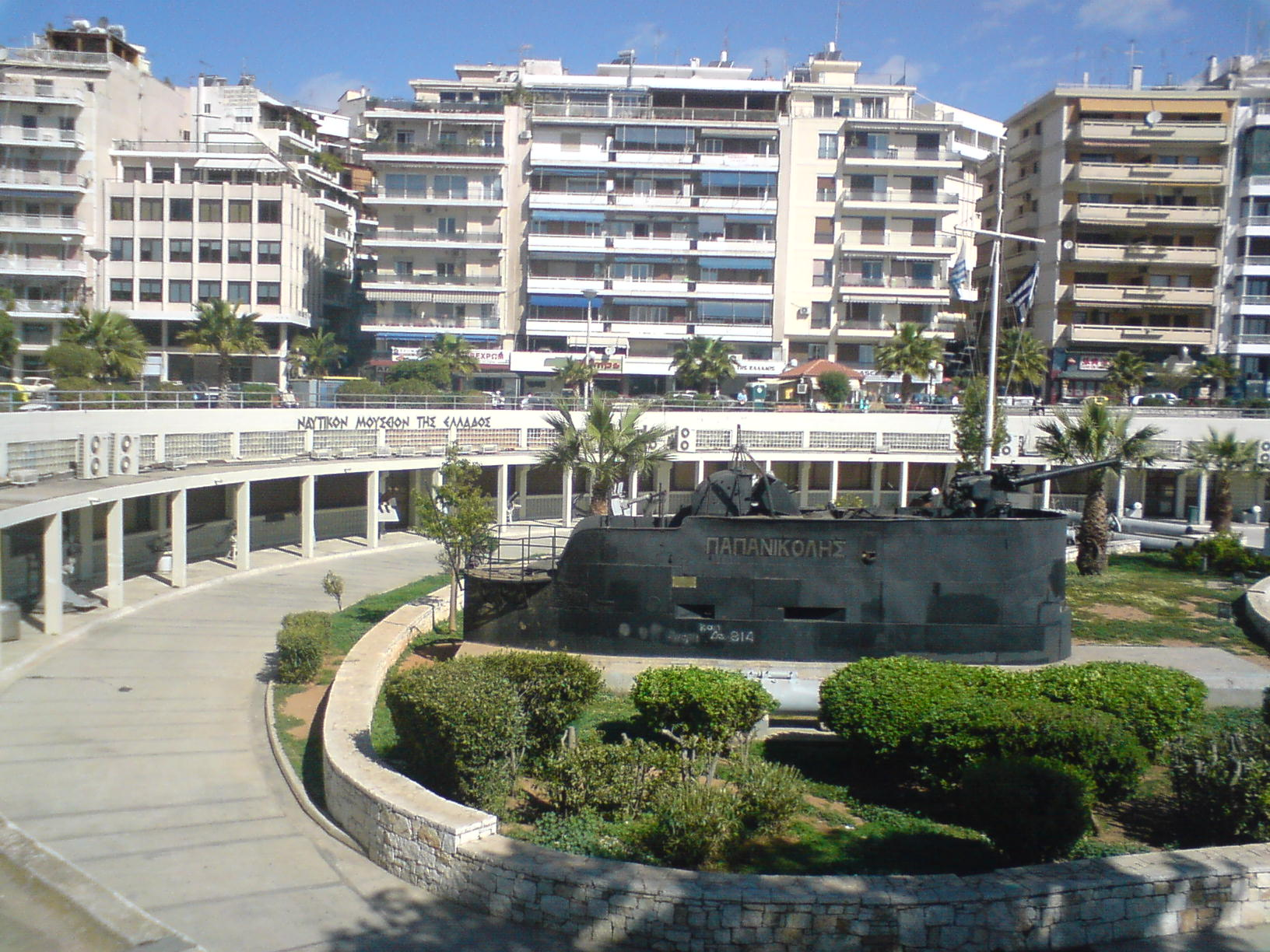
Рубка подлодки «Папаниколис» перед Греческим морским музеем в Пирее.

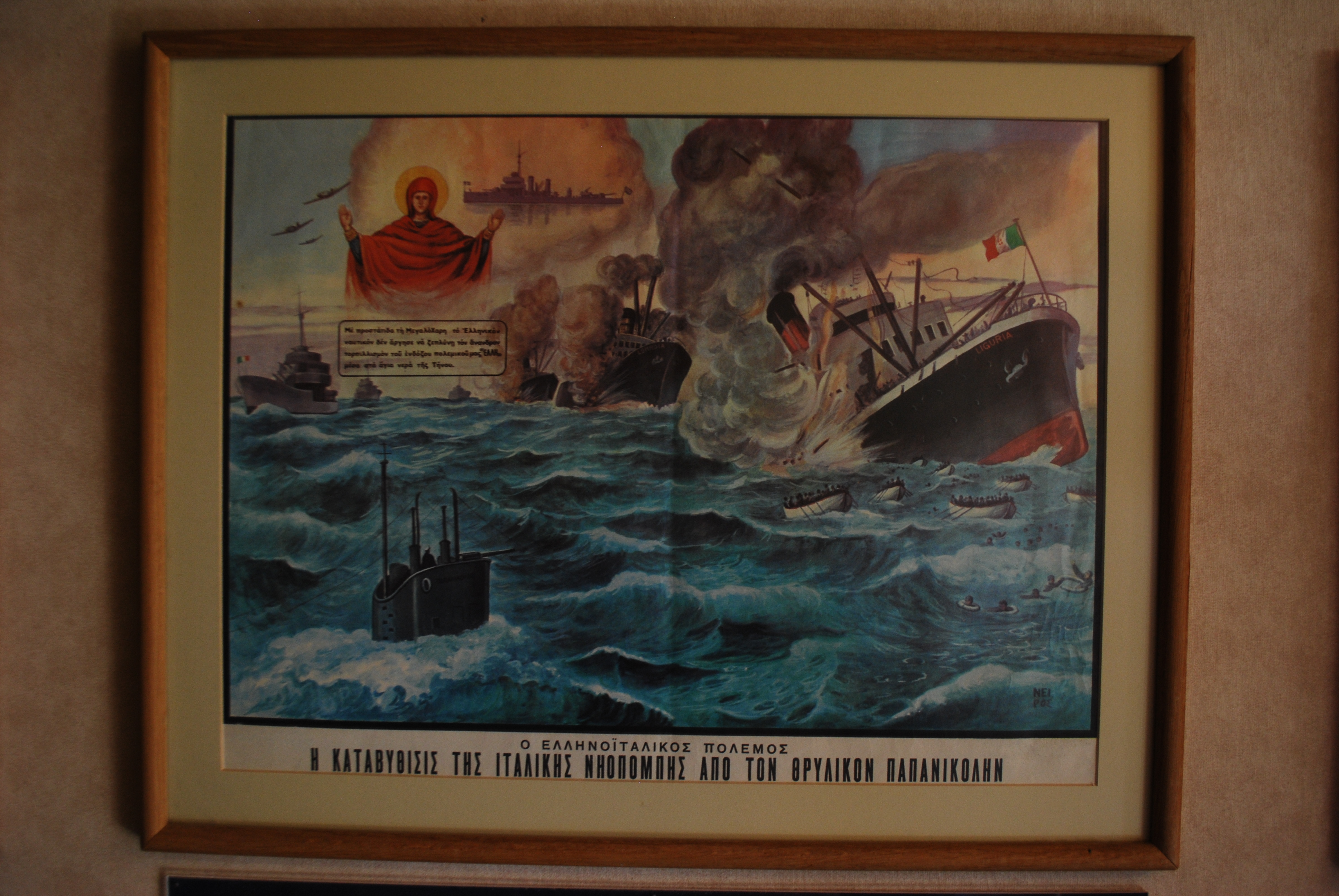
Пропагандистская литография: Подлодка «Папаниколис» топит итальянский конвой. В левом верхнем углу Богородица и эсминец «Элли» потпленный итальянской подлодкой в мирное время, при праздновании дня Богородицы, 15 августа 1940 года

С началом войны ВМФ Греции располагал 6 французскими подлодками, приобретёнными в период 1920—1930 годов. Первыми на патрулирование в Ионическом море, в ожидании итальянской высадки, были отправлены подлодки «Папаниколис» и «Нерей».
Но деятельность итальянского флота в Ионическом море была ограниченной, а конвои из Италии шли, в основном, на албанский порт Дуррес. Первым, 20 декабря, в Адриатическое море перебрался «Папаниколис», сумевший 22 декабря потопить итальянский транспорт, а затем, 24 декабря, атаковать, сопровождаемый эсминцами, конвой, потопить 3 итальянских транспорта и уйти.
За этот успех и проявленное мужество Йатридис был повышен в звание капитана 2-го ранга и был награждён 30 декабря 1940 года «Золотым крестом Доблести».
29 января 1941 года Йатридис потопил ещё один транспорт и успешно ушёл от погони трёх итальянских эсминцев.

## На Ближнем Востоке
Неудачи итальянской армии, а также вырисовывавшаяся опасность занятия греческой армией албанского порта Авлона, вынудили вмешаться Гитлеровскую Германию.
Немецкое вторжение, из союзной немцам Болгарии, началось 6 апреля 1941 года. Немцы не смогли сходу прорвать линию греческой обороны на греко-болгарской границе, но прошли к македонской столице, городу Салоники, через территорию Югославии. Группа дивизий Восточной Македонии была отсечена от основных сил греческой армии, сражавшихся против итальянцев в Албании.
При приближении немцев к Афинам корабли греческого флота получили приказ уйти на Ближний Восток.
«Папаниколис», под командованием Йатридиса, также ушёл в Египет.
В конце декабря 1941 года Йатридис был послан в Англию, принять эсминец «Миаулис».
В дальнейшем был оставлен служить на базе подводных лодок в Египте.

## После войны
После освобождения Греции Йатридис был назначен правителем Архипелага (1944—1945), командиром флотилии северного Эгейского моря (1947), директором Морской академии (1948).
В период 1950—1951 года был супервайзером при ремонте итальянского крейсера «Эудженио ди Савойя», переданного Греции в качестве военных репараций. Итальянский крейсер был переименован в «Элли II», в память потопленного итальянской подлодкой в мирное время, 15 августа 1940 года, греческого крейсера «Элли».
Йатридис был демобилизован 29 декабря 1952 года, с одновременным повышением в звание капитана 1-го ранга.
8 годами позже, 18 февраля 1960 года, капитан Йатридис погиб в дорожно-транспортном происшествии у города Айи-Теодори в Коринфии, в возрасте 54 лет.

## Семья
Йатридис был женат на Леле Йатриди. У четы был только один ребёнок — дочь Адриатика, которую капитан Йатридис назвал в честь моря, где действовала и прославилась его подлодка «Папаниколис».

## Память
Именем капитана 1-го ранга Йатридиса названа площадь в городе Пиргосе в Элиде, где установлен его бюст. Бюст капитана установлен на его родине в Софиконе в Коринфии, а также в порту Катаколоне в Элиде.
Деятельности капитана Йатридиса и его подлодки в 1940—1941 годах посвящён фильм «Подлодка „Папаниколис“» (Υποβρύχιον: Παπανικολής) 1971 года, где в роли Йатридиса снимался известный греческий актёр театра и кинематографа Костас Казакос.